# Buzançais
Buzançais ist eine französische Gemeinde mit 4431 Einwohnern (Stand 1. Januar 2022) im Département Indre in der Region Centre-Val de Loire; sie gehört zum Arrondissement Châteauroux und zum Kanton Buzançais.

## Bevölkerungsentwicklung
- 1962: 4835
- 1968: 5140
- 1975: 5214
- 1982: 4972
- 1990: 4749
- 1999: 4581
- 2012: 4481
- 2018: 4528

## Persönlichkeiten
- Philippe Chabot (1492–1543), Graf von Buzançais etc., Admiral von Frankreich
- Antony Ratier (1851–1934), Politiker
- Albert Laprade (1883–1978), Architekt
- Michel Denisot, Journalist